# Dogmatik
Dogmatik ist ein eigenständiges Lehrfach an katholischen und evangelischen theologischen Fakultäten über die dogmatische Auslegung des Inhalts der christlichen Glaubenslehre. Die Dogmatik nimmt besonders in der römisch-katholischen Kirche eine zentrale Stellung ein, da hier die Glaubenswahrheiten der katholischen Kirche vermittelt werden. Sie ist neben den Fachgebieten der Christlichen Ethik (Theologische Ethik und Moraltheologie) sowie Christliche Sozialethik (Christliche Soziallehre) und der katholischen Fundamentaltheologie Teilgebiet der Systematischen Theologie. Die Darstellung der historischen Entwicklung der Dogmen ist Gegenstand der Dogmengeschichte.

## Begriff und Geschichte
Das griechische Wort Dogma bedeutete ursprünglich eine rechtliche Verordnung oder eine philosophische Grundlehre. In der christlichen Dogmatik geht es um Glaubenslehren. Der Begriff „Dogmatik“ kam erst im 17. Jahrhundert auf, das damit verbundene Anliegen ist aber weit älter. Als erste christliche Dogmatik gilt das theologische Hauptwerk von Origenes, De principiis (deutsch: Von den Grundlehren). Im späteren Mittelalter wurden die vier Bücher Sententiarum (über die Grund-Sätze) des Petrus Lombardus und die Summa theologiae (Zusammenfassung der Theologie) des Thomas von Aquin sehr einflussreich.
Zwischen Dogmatik und Theologischer Ethik bestehen Wechselwirkungen. So kann etwa eine bestimmte eschatologische Sicht, nämlich eine starke Naherwartung, zum Verzicht auf langfristige Planung führen. Dann hat eine bestimmte dogmatische Vorstellung ethische Konsequenzen. Es gibt aber auch das Umgekehrte: Aus dem universalen Missionsauftrag (Ethik) kann Gottes Interesse an allen Menschen (Dogmatik) erschlossen werden.

## Teilgebiete
Wichtige Teilgebiete (Traktate) der Dogmatik sind:
- Schriftlehre
- Theologische Anthropologie
- Hamartiologie, die Lehre von der Sünde
- Trinitätslehre zur Einheit und Dreiheit (Dreieinigkeit, Dreifaltigkeit) von Vater, Sohn und Geist
- Gotteslehre zur Vater-Gottheit im engeren Sinne
- Schöpfungslehre
- Christologie über Jesus von Nazaret als Christus
- Soteriologie zum des Heil durch Jesus Christus
- Gnadenlehre zur Soteriologie
- Pneumatologie zum Heiligen Geist
- Angelologie zu den Engeln
- Ekklesiologie zur Kirche
- Sakramentenlehre
- Eschatologie, der Hoffnungen auf die Vollendung der Welt und des Einzelnen, früher: die Lehre von den letzten Dingen

sowie zusätzlich in der katholischen Theologie:
- Mariologie Marias als Mutter Gottes

## Überblick
Die theologische Dogmatik versucht, ein Lehrgebäude auf tragende Grundsätze zurückzuführen. Darüber hinaus soll das Ganze der Offenbarung und des christlichen Glaubens entwickelt werden. Die katholische und die orthodoxe Theologie versucht, einzelne zentrale Glaubenswahrheiten in den verbindlichen Lehrentscheidungen (Dogmen) der Kirche aufzuzeigen. Die Theologie begründet, entfaltet und deutet diese Lehrentscheidungen.
Ähnlich kann der Begriff auch in Bezug auf andere Wissenschaften verwendet werden. So ist die Rechtsdogmatik etwa der Versuch einer systematischen Entwicklung und Darstellung geltenden Rechts. Ähnlich ist die Verwendung des Begriffes „Dogmatik“ in der Ökonomie möglich.
Zu unterscheiden ist der Begriff der Dogmatik zum einen von dem der deduktiven oder enger axiomatischen Methode, in der ausgehend von wenigen Basisaussagen (Axiomen) andere Lehrsätze oder Schlussfolgerungen abgeleitet werden. Zum anderen vom Dogmatismus, einer Geisteshaltung, die unkritisch bestimmte Überzeugungen (Dogmen im übertragenen Sinn) als nicht hinterfragbar festhält und so die Freiheit des Denkens und Weiterentwicklung der Wissenschaft behindert.
Das Spektrum systematisch-theologischer und dogmatischer Aussagen ist naturgemäß sehr breit gefächert. Neben der Gemeinsamkeit im apostolischen oder nicaenischen Glaubensbekenntnis gibt es sowohl konfessionelle Unterschiede, wie evangelische, katholische, orthodoxe Theologie, als auch verschiedene theologische Schulen, wie fundamentalistisch, konservativ, evangelikal, liberal, dialektisch, existenzial, feministisch, befreiungstheologisch usw., die Deutungen anbieten.

## Dogmatiker
Dogmatiker sind Theologen, die sich mit dem Fachgebiet der Dogmatik befassen. Bedeutende Dogmatiker sind in der entsprechenden Kategorie verzeichnet.
Im Alltagsgebrauch bezeichnet man als Dogmatiker eine Person, die sich (im Negativen) stur weigert, von bestimmten Grundsätzen abzulassen.
Auch die Vertreter einer medizinischen Richtung, die wie Diokles von Karystos und Praxagoras von Kos die hippokratische Medizin theoretisch (und spekulativ) weiter ausbauten, wurden als Dogmatiker bezeichnet.